# Зюзино (станція метро)
55°39′23″ пн. ш. 37°34′20″ сх. д. / 55.65639° пн. ш. 37.57222° сх. д.
Зюзино (рос. Зюзино) — станція Великої кільцевої лінії Московського метрополітену. Розташована у районах Черемушки та Зюзино (Південно-Західний адміністративний округ). Відкриття відбулося 7 грудня 2021 року у складі черги «Мньовники»— «Каховська»
.

## Конструкція
Колонна двопрогінна станція мілкого закладення (глибина закладення — 17,5 м) з однією острівною платформою.

## Оздоблення
Колійні стіни оздоблені панелями чорного, жовтого та темно-сірого кольору. 
Стеля станції прикрашена великими геометричними панелями з підвісними світильниками. 
Динамічна композиція створює ілюзію стелі, що рухається, при русі по платформі. 
Колони на платформі оздоблені світло-сірим мармуром, підлога викладена гранітом та чорним габро-діабазом. Касовий блок виконано із каменю помаранчевого кольору.

## Пересадки
- Автобус: м90, с5, 648, 651, 926, с977, т60, т72, т85

## Послуги
| Попередня станція | Лінія | Лінія                 | Лінія | Наступна станція |
| ----------------- | ----- | --------------------- | ----- | ---------------- |
| Воронцовська      |       | Велика кільцева лінія |       | Каховська        |